# Deep Roots (альбом Лорес Александрії)
Deep Roots — студійний альбом американської джазової співачки Лорес Александрії, випущений у 1962 році лейблом Argo.

## Опис
На Deep Roots співачці акомпанує лише ритм-секція з додаванням трубача в стилі бібоп Говарда Макгі. З 1958 року басист Ізраел Кросбі і ударник Вернел Фурньє взяли участь у багатьох записах тріо Ахмада Джамала (Кросбі раптово помер від серцевого нападу 11 серпня 1962 року, через шість місяців після запису Deep Roots. Йому було лише 43 роки).

## Список композицій
1. «Nature Boy» (Іден Абез) — 2:45
2. «I Was a Fool» (Джонні Пейт) — 3:19
3. «No Moon at All» (Денні Менн, Редд Еванс) — 2:10
4. «Spring Will Be a Little Late This Year» (Френк Лессер) — 2:58
5. «Softly as in the Morning Sunrise» (Оскар Гаммерстайн II, Зігмунд Ромберг) — 2:30
6. «Detour Ahead» (Герб Елліс, Джон Фріго, Лу Картер) — 3:33
7. «It Could Happen to You» (Джиммі Ван Гейсен, Джонні Берк) — 2:40
8. «Travlin Light» (Джиммі Манді, Джонні Мерсер, Траммі Янг) — 3:20
9. «Almost Like Being in Love» (Ел Лернер, Фредерік Лоу) — 2:18
10. «I Want to Talk About You» (Біллі Екстайн) — 2:48

## Учасники запису
- Лорес Александрія — вокал
- Говард Макгі — труба
- Джон Янг — фортепіано, аранжування
- Джордж Ескридж — гітара
- Ізраел Кросбі — контрабас
- Вернел Фурньє — ударні

Технічний персонал
- Ральф Басс — продюсер
- Рон Мало — інженер
- Дон С. Бронстейн — обкладинка
- Джиммі Лайонс — текст